# Laskarina Bouboulina

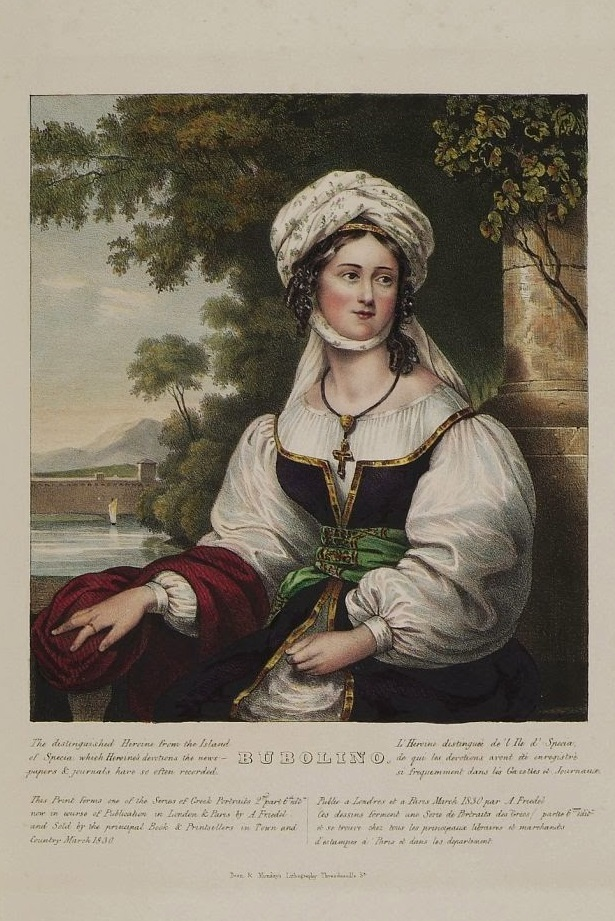
Laskarina Bouboulina, Lithografie von Adam Friedel 1827

Laskarina Bouboulina (griechisch Λασκαρίνα Μπουμπουλίνα; * 11. Mai 1771 in Konstantinopel; † 22. Mai 1825 in Spetses) war eine Heldin des griechischen Befreiungskriegs.

## Frühe Jahre
Bouboulina stammte aus einer arvanitischen Familie von der Insel Hydra. Sie war die Tochter des Kapitäns Stavrianos Pinotsis  und seiner Frau Skevo. Sie wurde im Gefängnis von Konstantinopel geboren, als ihre Mutter ihren im Sterben liegenden Mann besuchte, der dort wegen seiner Beteiligung an den Aufständen von 1769/70 auf der Peloponnes, der so genannten Orlow-Revolte, von den Osmanen gefangen gehalten wurde. Nach dem Tod des Vaters lebte sie mit ihrer Mutter zunächst fast vier Jahre lang auf Hydra. Nach der erneuten Heirat ihrer Mutter mit dem Kapitän Dimitrios Lazarou-Orlof wuchs sie mit acht Halbgeschwistern auf Spetses auf.
Bouboulina heiratete im Alter von siebzehn Jahren Dimitrios Giannouzas und später mit dreißig Jahren Dimitrios Bouboulis. Ihre beiden Männer starben als Kapitäne in Kämpfen mit Piraten, die ihre Schiffe überfielen. Ihr Mann Bouboulis war in einen Hinterhalt zweier algerischer Piraten-Schiffe geraten, die er zerstören konnte, und, als der Kampf schon gewonnen war, von einer Kugel getroffen worden.
Im Jahr 1811 war Bouboulina somit zwei Mal verwitwet und Mutter von sieben Kindern, aber gleichzeitig durch das von ihren Ehemännern ererbte Vermögen sehr reich. Sie war an mehreren spetsiotischen Schiffen beteiligt und baute mit der Zeit drei eigene. Unter diesen befand sich die berühmte Agamemnon.
1816 versuchten die osmanischen Herrscher, Bouboulinas Vermögen zu beschlagnahmen, da ihr zweiter Mann im russisch-türkischen Krieg mit seinen Schiffen die russische Flotte unterstützt habe. Tatsächlich war Bouboulis wegen seiner Verdienste von den Russen als Kapitän der russischen Marine mit russischer Ehrenbürgerschaft ausgezeichnet worden. Um ihr Vermögen zu retten, segelte Bouboulina mit ihrem Schiff „Koriezos“ nach Konstantinopel, wo sie den russischen Botschafter Graf Grigori Stroganow, einen bekannten Philhellenen, unter Hinweis auf die Dienste ihres Mannes für Russland um Unterstützung bat. Ihre Schiffe wurden der russischen Flagge unterstellt und waren damit durch einen Handelsvertrag zwischen Russland und der Türkei geschützt. Um sie zu beschützen und vor einer drohenden Verhaftung durch die Türken zu bewahren, schickte Stroganow sie in die Ukraine, wo ihr durch Zar Alexander I. ein Landgut zur Verfügung gestellt wurde.
Vor ihrer Abreise nach Russland hatte sie eine Audienz bei der Mutter des Sultans, die Valide Sultana, die sich von Bouboulinas Persönlichkeit und ihrer Bitte um Hilfe beeindruckt zeigte. Bouboulina blieb etwa drei Monate in Russland und wartete auf die Beruhigung der Lage, bis die Sultanin ihren Sohn Sultan Mahmud II. zu einem Dekret überredete, mit dem Bouboulina ihr Vermögen belassen wurde. Bouboulina reiste sofort nach Spetses zurück.

## Beteiligung am Freiheitskampf

### Vorbereitungen
Während des Aufenthalts in Konstantinopel oder vielleicht bei einer späteren Reise dorthin im Jahr 1818 wurde Bouboulina – als einzige Frau, der die Mitgliedschaft gestattet wurde – Mitglied des Geheimbundes Filiki Eteria, die seit einigen Jahren die Griechen auf die Revolution gegen die Osmanenherrschaft vorbereitete.
Nach ihrer Rückkehr nach Spetses begann sie mit Vorbereitungen für die kommende Revolution. Sie kaufte illegal Waffen und Munition, brachte sie aus fremden Häfen im Geheimen mit ihren Schiffen nach Spetses und versteckte sie in ihrem Haus oder in anderen Teilen der Insel. Im Jahre 1820 wurde auf einer Werft auf Spetses der Bau der Agamemnon, ihres Flaggschiffes, abgeschlossen. Es war eine 33 Meter lange Korvette, mit 18 Kanonen bewaffnet. Der Bau des Kriegsschiffs wurde von einigen Spetsioten den Türken hinterbracht. Da es Beschränkungen für die Größe und Bewaffnung der in griechischer Hand befindlichen Schiffe gab, wurde Bouboulina des geheimen Baus eines Kriegsschiffs beschuldigt. Es gelang ihr jedoch durch Bestechung des türkischen Beamten, der das Schiff inspizierte, nicht nur den Bau zu vollenden, sondern auch ihre Ankläger von der Insel zu vertreiben.
Im Jahr 1819 segelte Bouboulina wieder nach Konstantinopel, möglicherweise zur Abwehr der gegen sie vorgebrachten Anschuldigungen wegen des Baus der Agamemnon. Dort traf sie mit dem orthodoxen Patriarchen Gregor V. zusammen und erörterte mit ihm den Zeitpunkt des Aufstands.

### Die Befreiungskämpfe
Am 13. März 1821, zwölf Tage vor dem offiziellen Beginn des Unabhängigkeitskrieges, wurde von Bouboulina die erste revolutionäre Flagge am Hauptmast der Agamemnon vor dem Hafen von Spetses gehisst und mit Kanonenschüssen gegrüßt. Bouboulinas Flagge zeigte einen Adler mit einem Anker im einen Fuß und einem aus den Flammen aufsteigenden Phönix im anderen. Am 3. April erhob sich Spetses – die erste Seemacht, die sich dem Aufstand anschloss. Einige Tage später schlossen sich die Seestreitkräfte der Inseln Hydra und Psara der von Spetses an. Die drei Inseln verfügten über dreihundert Schiffe und spielten eine führende Rolle im Krieg. Ohne eine starke Flotte hätte Griechenland kaum die Unabhängigkeit erlangen können.
Während der Revolution hatte Bouboulina ihre eigene kleine Privatarmee aus Spetsioten, die sie selbst bewaffnete, ernährte und bezahlte, ebenso wie die Mannschaften ihrer Schiffe. Diese Ausgaben währten eine Reihe von Jahren und umfassten auch große Geldbeträge für Nahrung und Munition, mit der die griechischen Truppen rund um die türkischen Festungen von Nafplion und Tripolis unterstützt wurden. Auf diese Weise gab Bouboulina ihr ganzes beträchtliches Vermögen während der ersten zwei Jahre des Krieges aus.

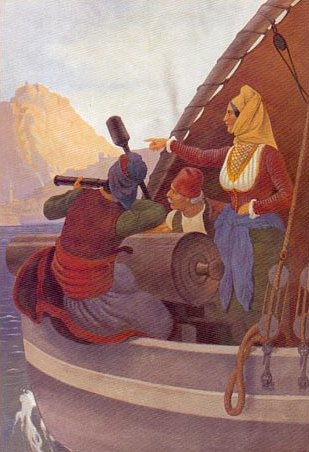
Bouboulina an Bord der Agamemnon, von Peter von Hess

Nach der Erhebung von Spetses segelte Bouboulina als Kommandeurin einer Flotte von acht Schiffen – davon waren fünf ihre eigenen – nach Nafplion und begann es von See zu blockieren. Mit seinen drei Forts – Bourtzi, Akronafplia und Palamidi – und mit dreihundert Kanonen bewaffnet galt Nafplion als uneinnehmbar. Bouboulina landete mit ihren Truppen im nahe gelegenen Myloi, wo sie mit feurigen Reden und großer Begeisterung den griechischen Landstreitkräften Mut machte, mit der Belagerung von Nafplion durchzuhalten. Ihre Angriffe auf die Festungsanlagen an der Küste von Nafplion, bei denen sie ihre Offiziere und Mannschaften unter heftigem Beschuss anfeuerte, werden als heldenhaft beschrieben. Nafplion wurde von den Griechen am 30. November 1822 nach einer fast zwei Jahre langen Belagerung erobert.
Bouboulina nahm auch an der Seeblockade und anschließenden Eroberung von Monemvasia teil. Ihre Schiffe blockierten ferner Pylos und brachten der Küstenstadt Galaxidi im korinthischen Golf Unterstützung. Die Kapitäne der Schiffe waren ihre Söhne und Halbbrüder. Ihre Leute kämpften auch zu Lande mit den griechischen Landstreitkräften. In der Schlacht von Argos kämpften einige Dutzend Spetsioten unter Bouboulinas erstgeborenem Sohn Giannis Giannouzas gegen mehr als zweitausend Türken unter dem Kommando von Veli-Bey. Der Kampf war ungleich, Giannouzas focht zu Fuß gegen türkische Reiter und Veli-Bey, der von seinen Soldaten geschützt wurde. Er brachte den Türken von seinem Pferd und verwundete ihn tödlich mit seinem Schwert. Dabei traf eine Kugel Giannouzas in die Stirn und tötete ihn.
Einige Tage vor dem Fall von Tripolis, der Hauptstadt des Peloponnes und dem Sitz des osmanischen Herrschers über die Region erreichte Bouboulina das griechische Lager außerhalb der Stadt auf einem weißen Pferd, von ihren spetsiotischen Kriegern begleitet. Sie wurde mit lautem Jubel empfangen. Auf dem Feld traf sie General Theodoros Kolokotronis, die führende Persönlichkeit im Unabhängigkeitskrieg. Zwischen beiden entwickelte sich gegenseitige Achtung und Freundschaft in solchem Maße, dass sie später durch die Ehe ihrer Kinder Eleni Boubouli und Panos Kolokotronis Familienbande knüpften. Bouboulina nahm gleichberechtigt mit den anderen Generälen an deren Kriegsrat und Entscheidungsfindung teil. Diese begannen, sie als Kapetanissa (Kapitänin) anzureden und als Megali Kyra (Große Dame).
Am 11. September 1821 fiel Tripolis an die belagernden griechischen Streitkräfte. Dem Fall der Stadt folgte ein Massaker, das drei Tage und Nächte währte und dem dreißigtausend Menschen zum Opfer fielen. Während dieses Massakers rettete Bouboulina den Harem des Hurschid Pascha, des Herrschers der Stadt. Das unternahm sie auf die Gefahr ihres eigenen Lebens, nachdem sie von der Frau des Paschas gebeten wurde, das Leben der Harems-Frauen und ihrer Kinder zu retten. Damit hielt Bouboulina ihr Versprechen, das sie im Jahre 1816 der Mutter des Sultans in Konstantinopel gegeben hatte (als diese intervenierte, um das Vermögen Bouboulinas zu retten), wenn je eine türkische Frau um Hilfe bitten würde, werde sie diese nicht verweigern, sondern ihr Bestes tun.

### Nach der Unabhängigkeit
Nach der Eroberung von Nafplion blieb Bouboulina dort in einem Haus, das ihr vom Staat als Belohnung für ihre Verdienste um die Nation zur Verfügung gestellt wurde. Ende 1824 wurde das Land von einem zweiten Bürgerkrieg heimgesucht, in dem die politischen Parteien trotz der allgegenwärtigen türkischen Gefahr um die Führung stritten. Panos Kolokotronis, Bouboulinas Schwiegersohn, wurde ermordet und sein Vater, der General, verhaftet und von seinen politischen Gegnern in einem Kloster auf Hydra gefangen gehalten.
Bouboulina hatte die Inhaftierung von Kolokotronis entschieden abgelehnt. Sie wurde daher von der Regierung als gefährlich angesehen und zwei Mal festgenommen. Schließlich wurde sie zurück nach Spetses vertrieben, wo sie bis zu ihrem Tod blieb, vermögenslos und verbittert über die Politiker und den Ausgang des Kampfes für die Freiheit. Plötzlich war die Nation wieder in großer Gefahr. Am 12. Februar war der ägyptische General Ibrahim fast ungestört mit 4400 ägyptischen Soldaten im Süden des Peloponnes gelandet. Diese Landung war die Vorhut der folgenden Haupt-Invasion, im Zuge derer die Türken die Peloponnes größtenteils zurückeroberten. Nach der Landung Ibrahims ließen die Politiker Kolokotronis wieder frei und boten ihm erneut die Führung der Armee an.
Bouboulina traf Vorbereitungen zur Teilnahme an den neuen Kämpfen, als der Tod sie unerwartet ereilte: Sie wurde bei einem Streit mit den Mitgliedern der Familie Koutsis aus Spetses erschossen. Der Grund für den Streit war die Entführung einer Tochter der Koutsis durch Bouboulinas Sohn Giorgios Giannouzas.

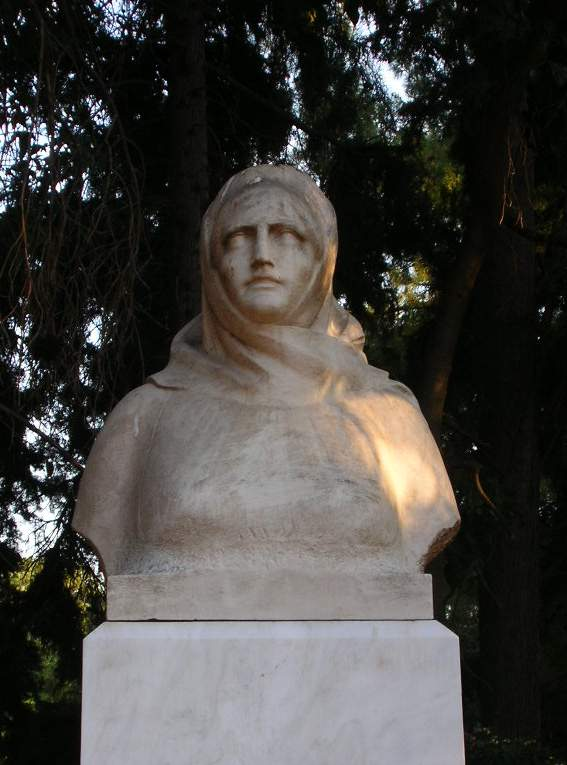
Statue der Bouboulina in Athen

## Nachruhm
Posthum wurde Bouboulina von Zar Alexander I. zum Admiral und 2018 von der griechischen Marine zum Konteradmiral ernannt.
Zahlreiche Straßen in Griechenland sind nach Bouboulina benannt. Sie war auf den 1978 ausgegebenen 50-Drachmen-Scheinen und von 1988 bis 2001 auf den griechischen 1-Drachmen-Münzen abgebildet.
Auch zahlreiche Schiffe – von einer Fregatte der griechischen Marine über einen Tanker bis zu ungezählten Fischerbooten – sind nach Bouboulina benannt.
Bouboulinas Flaggschiff Agamemnon hatte ein tragisches Ende. Das Schiff wurde nach dem Tod Bouboulinas von ihren Nachkommen dem griechischen Staat verkauft. Es wurde umbenannt in Spetsai. Die Agamemnon/Spetsai wurde vom griechischen Admiral Andreas Miaoulis während der Kämpfe im Bürgerkrieg 1831 auf dem Marinestützpunkt von Poros verbrannt.
Michael von Griechenland schrieb den historischen Roman „Bouboulina, Heldin von Hellas“.
In Nikos Kazantzakis’ bekanntem Roman nennt die Hauptfigur Alexis Sorbas seine Geliebte mit dem Kosenamen Bouboulina.